# Grožnjan
Grožnjan (ital. Grisignana) je manjše naselje z okoli 200 stalnimi prebivalci v osrednjem delu Istre na Hrvaškem, sedež istoimenske občine, ki upravno spada pod Istrsko županijo.
Grožnjan je ena od občin, kjer živijo pripadniki avtohtone slovenske manjšine v Istri.
Naselje leži na vzpetini nad desnim bregom reke Mirne, okoli 12 km jugovzhodno od Buj. Grožnjan je danes poznan kot »mesto umetnikov«. Med izvajanjem projekta revitalizacije so številne zapuščene hiše preuredili v slikarske ateljeje, galerije in druge objekte namenjene kulturni dejavnosti. Tako se v Grožnjaju nahaja dvajset galerij in umetniških ateljejev, poletna mednarodna filmska šola ter Mednarodni kulturni center hrvaške glasbene mladine.

## Zgodovina
Ozemlje Grožnjana je bilo naseljeno že v prazgodovini, saj so v okolici odkrili prazgodovinska arheološka najdišča. V času rimskega imperija so zgradili številne stavbe, obzidja in pristanišče Bastia, območje je bilo zelo dejavno pri trgovanju. Srednji vek je zaznamoval nov val priseljevanja in številne napade, ter izgradnjo novih obzidij in gradov.
Utrjeno srednjeveško mestece se v starih listinah prvič omenja leta 1103 pod imenom Piemonte, ko je bil njegov kaštel s celotnim fevdom podarjen oglejski cerkvi. Do 1358 je bil v posesti oglejskih patriarhov. Od 13. do sredine 14. stoletja pripadal družini Pietrapelosa, potem pa prišel pod beneško oblast, ter postal upravno središče zahodnega dela beneške Istre. Območje je postalo pomemben obrambni del Serenissime. Med njihovim vladanjem so nastale številne cerkve in palače. Grožnjan je v tistem času še vedno imel dostop do morja prek pristanišča Bastia. To obdobje je prineslo številne bolezni, zlasti epidemijo kuge ali napade. Še posebej je bil poškodovan med Uskoško vojno v 17. stoletju in bil po vojni in padcu Benetk skoraj opuščen.
Sprememba oblasti, prihod Napoleona in nato Habsburžanov ni posebej prizadel Grožnjana, ki je počasi propadal. Prihod Italije, prva in nato druga svetovna vojna so pomenili novo trpljenje in ponoven odliv prebivalstva, ki se je le počasi vračalo po osvoboditvi in priključitvi k Jugoslaviji. Razcvet sta Grožnjan in okolica doživela leta 1970 ko se je začela proizvodnja sredozemskih rastlin in je Grožnjan postal stičišče številnih umetnikov in glasbenikov.

## Znamenitosti
Sistem fortifikacij iz 14. stoletja je deloma ohranjen, tako so vidna še glavna mestna vrata in del obrambnega zidu.
Pri mestnih vratih stoji renesančna loža (loggia). V baročni župnijski cerkvi svetih Vida, Modesta in Krešencije, postavljeni 1770 na temeljih starejše cerkve Matere Božje iz 14. stoletja, je več poznobaročnih marmornih oltarjev in več druge bogate notranje opreme.
V tem majhnem mestu je 28 ateljejev, mestna galerija z likovnimi deli umetnikov iz celega sveta, tukaj je svoje mesto našla tudi znana Imaginarna filmska akademija. V poletnih meseci celoten Grožnjan postane prizorišče številnih predstav, v katerih se izmenjujejo znani jazz in klasični glasbeniki ter številni Drugi umetniki, ki so tukaj odkrili pravo radost ustvarjanja.

### Župnijska cerkev svetega Vida, Modesta in Krešencija
Cerkev se prvič v pisnih dokumentih omenja leta 1310. Prvotno je bila posvečena Mariji vnebovzeti in kasneje sv. Vidu, Modestu in Krešenciju. Je enoladijska apsidna cerkev, ki je bila leta 1770 obnovljena v baročnem slogu, tako da so na glavni fasadi vidni štirje pilastri s kapiteli. V cerkvi so Girardijeve orgle iz leta 1846. V glavnem oltarju je na sliki motiv, ki predstavlja mučeništvo sv. Vida, Modesta in Krešencija v rimskem koloseju leta 303, delo umetnika Ermenegildo de Troya  iz leta 1914. Ti zaščitniki Grožnjana godujejo 15. junija.
Ob glavnem oltarju so v presbiteriju izrezljane korne klopi iz renesančnega obdobja (1711), primer umetnosti, navdahnjene z narodno tradicijo. Poleg glavnega oltarja so v cerkvi še štirje manjši, prav tako iz marmorja, posvečeni: 1. Milostni Devici Mariji (kip je delo Enza Morelija); 2. Srcu Jezusovemu 3. Sv. Blažu, Sv. Sebastjanu, Sv. Roku in Sv. Valentinu (slikarski motiv iz leta 1716, delo Francesca Travija); 4. Sv. Antonu Padovanskemu, Sv. Antonu Opatu in nadangelu Mihaelu. Od leta 2008 je na tem oltarju tudi slika blaženega don Francesca Bonifacija, ki je bil proglašen za blaženega 4. oktobra 2008 v Trstu. Blaženi don Francesco je živel in delal na področju Krasice in Grožnjana, kjer je bil 11. septembra 1946 ubit kot Kristusova priča. Poleg župnijske cerkve stoji zvonik visok 36 metrov.

## Galerija slik
- Ulica
- Cerkev
- Notranjost cerkve v Grožnjanu
- Vhod v trgovino

## Demografija
Po popisu prebivalstva iz leta 2001 živi na celem območju občine Grožnjan 785 prebivalcev, od tega 185 v samem naselju Grožnjan. Na popisu je 3,57% prebivalstva Grožnjana kot pogovorni jezik navedlo slovenščino, 66,11% italijanščino in  29.17% hrvaščino. Grožnjan je danes edina občina na Hrvaškem z italijansko govorečo večino.
| Pregled števila prebivalcev po letih | Pregled števila prebivalcev po letih | Pregled števila prebivalcev po letih | Pregled števila prebivalcev po letih | Pregled števila prebivalcev po letih | Pregled števila prebivalcev po letih | Pregled števila prebivalcev po letih | Pregled števila prebivalcev po letih | Pregled števila prebivalcev po letih | Pregled števila prebivalcev po letih | Pregled števila prebivalcev po letih | Pregled števila prebivalcev po letih | Pregled števila prebivalcev po letih | Pregled števila prebivalcev po letih | Pregled števila prebivalcev po letih |
| ------------------------------------ | ------------------------------------ | ------------------------------------ | ------------------------------------ | ------------------------------------ | ------------------------------------ | ------------------------------------ | ------------------------------------ | ------------------------------------ | ------------------------------------ | ------------------------------------ | ------------------------------------ | ------------------------------------ | ------------------------------------ | ------------------------------------ |
| 1857                                 | 1869                                 | 1880                                 | 1890                                 | 1900                                 | 1910                                 | 1921                                 | 1931                                 | 1948                                 | 1953                                 | 1961                                 | 1971                                 | 1981                                 | 1991                                 | 2001                                 |
| 1310                                 | 1388                                 | 894                                  | 936                                  | 997                                  | 975                                  | 1630                                 | 1529                                 | 645                                  | 420                                  | 382                                  | 186                                  | 168                                  | 193                                  | 185                                  |